# Широконіска капська
Широконіска капська (Spatula smithii) — водоплавний птах родини качкових (Anatidae). Поширений в Африці. Видовий епітет цього птаха вшановує шотландського зоолога Ендрю Сміта (1797—1872).

## Поширення
Вид поширений в Південній Африці. Досить поширений у ПАР, але північніше, в Намібії, Ботсвані, Зімбабве та південній Анголі, зустрічається рідко. Це птах відкритих водно-болотних угідь, таких як вологі луки чи болота з деякою рослинністю.

## Опис
Ця качка завдовжки 51–53 см. Дорослі особини мають плямисте сіро-коричневе оперення та матово-помаранчеві ноги. Статі виглядають подібними, але самець має блідішу голову, ніж самиця, блідо-блакитне крило, відокремлене від зеленого дзеркала білою облямівкою, і жовті очі. У самиці крило сіре.

## Спосіб життя
Харчується, збираючи рослини з поверхні води, часто рухаючи дзьобом з боку в бік, щоб фільтрувати їжу з води. У період гніздування також поїдає молюсків і комах. Гніздо — низьке заглиблення на землі, вистелене рослинним матеріалом і пухом, яке зазвичай знаходиться неподалік води.